# Tajna Nikole Tesle
Tajna Nikole Tesle este un film iugoslav biografic din 1980 regizat de Krsto Papić despre viața inventatorului Nikola Tesla. În rolurile principale au jucat actorii Petar Božović (în rolul titular), Strother Martin, Orson Welles, Dennis Patrick, Oja Kodar și Boris Buzančić.

## Prezentare
Filmul dramatic biografic povestește despre viața din copilărie până la moartea marelui inventator în domeniul ingineriei electrice și radio Nikola Tesla, originar din Serbia, și prezintă anii de rivalitate cu Thomas Edison...
Descrie felul în care au fost furate invențiile lui Tesla, despre cum multe dintre invențiile lui și contribuția sa la dezvoltarea cunoașterii omenirii au rămas un mister până în ziua de azi.

## Distribuție
- Petar Božović - Nikola Tesla
- Strother Martin - George Westinghouse
- Orson Welles - J. P. Morgan
- Dennis Patrick - Thomas Edison
- Oja Kodar - Katharine Johnson
- Boris Buzančić - Robert Underwood Johnson
- Demeter Bitenc
- Vanja Drach - Mark Twain

## Producție
Filmul a fost realizat de studiourile Zagreb Film, fiind regizat de Krsto Papić, care anterior a filmat Mântuitorul în 1976.

## Legături externe
- as "Tajna Nikole Tesle" la Internet Movie Database
- Tajna Nikole Tesle la Allmovie
- as "Tajna Nikole Tesle" la Filmski-Programi.hr hr